# Правительница
«Правительница» (от: «Благохотящим царем правительница и землемерие») — реформационный трактат, написанный в середине XVI века агиографом и публицистом Ермолаем-Еразмом. Сочинение адресовано непосредственно к царю Ивану IV Грозному. По умолчанию обычно используется укороченный вариант наименования сочинения — «Правительница», что означает «наставление», «устав».

## О личности Ермолая-Еразма
Уроженец Пскова Ермолай-Еразм на рубеже 1540—1550 годов приглашается в Москву, ко двору московского митрополита Макария. К тому времени вокруг митрополита складывается довольно большой круг способных и наделённых литературным талантом интеллектуалов. В близкий круг приближенных к митрополиту попадает и Ермолай-Еразм, о чём он упоминает в своём «Молении царю Ивану Васильевичу Грозному»: «благословением превеликаго всея России архиерея Макария митрополита составих три вещи от древних драги…».
Работая над составлением Великих Минеи Четьих, Ермолай-Еразм не замыкается в церковных делах, более того, он выказывает удивительную осведомлённость о делах Ивана IV. Историк-религиовед А. И. Клибанов прямо говорит — Ермолай-Еразм «хорошо знает чаяния своего государя», в дальнейшем приходя к умозаключению, что «живой отклик автора как на общегосударственные дела, так и на домашние (при всем их значении) печали и радости Ивана IV выдают в нашем авторе человека, более или менее близко стоявшего к царскому двору». О Ермолае-Еразме, как о «лице известном и близком к царю» пишет и дореволюционный историк русской литературы И. А. Шляпкин.
Близость к царскому двору, хорошее знание придворной структуры, а главное мотивов, которыми руководствовался царь, позволяют Ермолаю-Еразму даже выходить на Ивана IV с личными обращениями. Так в «Молении царю Ивану Васильевичу Грозному» он просит царя установить ему жалованье за его писательский труд: «да вменится часть моя со исправльшими слово твоего наказания и не тощ явлюся твоего благодарства, но на куюждо годину твоего серебра благодарнаго да буду приемля урок».
Историки располагают крайне скудной информацией о том, как в последующем сложилась жизнь Ермолая-Еразма, неизвестна даже дата его смерти. На основе детального изучения списков Никоновской летописи, И.Шляпкин предположил идентифицировать Ермолая-Еразма с упомянутым в летописи «протопопом Спасским из дворца Ермолаем». Впрочем упоминание оказывается косвенно связанным c Иваном IV: спасский протопоп перечислен в числе приглашённых на церемонию поставления игумена Селижарова монастыря Гурия в архиепископы (в 1555 году) во вновь образованной казанской архиепископии — событие, которое царь лично почтил вниманием.

## Герменевтическая ситуация
Комплексность и глубина реформационного проекта Ермолая-Еразма, а главное — опора на рационалистическую модель повествования и предопределили очевидный раскол в герменевтической ситуации вокруг трактата. Центральным вопросом историографии стала идеологическая направленность «Правительницы»: чьи интересы отражал проект Ермолая-Еразма? Вопрос был открыт в конце XIX века и до настоящего времени сохраняет актуальность. До настоящего времени в объяснительной модели «Правительницы» бытовали две контрпозиции, основанные на противопоставлении идеологического содержания «Правительницы»: является ли она «прокрестьянской» или «продворянской»?
К кругу исследователей, убеждённых в «продворянских» симпатиях Ермолая-Еразма, филолог-медиевист Р. П. Дмитриева отнесла Т. Райнову, И. Смирнова, В. Адрианову-Перетц, Д. С. Лихачёва и Т. Колесникову.
На «прокрестьянских» позициях оказались историки и литературоведы: Р. Виппер, В. Ржига, А. Орлов, Н. Гудзий и А. А. Зимин.. Собственно к этому же лагерю можно косвенно отнести и саму Р. Дмитриеву, которая в своей работе пишет, что Ермолай-Еразм «сочувственно относится к крестьянству как основному создателю благосостояния общества».
Альтернативный подход представлен в работах Рината Резванова (РАНХиГС). Основная идея: вряд ли оказывается возможным редуцировать идейный корпус «Правительницы» к «прокрестьянской» либо «продворянской» позиции. Автор подчёркивает: оригинальность подхода Ермолая-Еразма подкрепляется, в числе прочих, его дистанцированием от какой-либо конкретной сословной группы (даже несмотря на слова сочувствия в адрес крестьянства). Социально-экономическая модель «Правительницы» носит строго регулятивный характер, её основной посыл — в создании и поддержании общественного баланса в нарождающемся Московском царстве.
В исследованиях Рината Резванова, посвящённых герменевтическому анализу «Правительницы», исследовании её объяснительных моделей, впервые в отечественной практике истории интеллектуальной культуры и идей использован методологический инструментарий исторического макросоциолога Майкла Манна.

## Государство в «Правительнице»
В отношении Ермолая-Еразма к государству нет апологетики — даже когда он говорит об исключительности «православного благоверного царя» в этом больше следования публицистической традиции своего времени. «Правительница» критически оценивает современное ей общество, равно как и существующую практику государственной власти.
В своей критике Ермолай-Еразм дважды прибегает к использованию риторического приёма сравнения с другими государствами: 1) «О многих царствах мы читали, но такого обыкновения не видели»; 2) «У всех народов каждый человек отдаёт своему царю или владыкам часть плодов своей земли» (подразумевая, что фискальные выплаты представлены в виде части от основного произведённого продукта). В своём подходе Ермолай-Еразм проявляет последовательность — в отличие от своего современника Филофея (автора концепции «Москва — третий Рим»), которого с ним роднила и общность происхождения — оба были псковичами (Филофей являлся монахом Псковского Елеазарова монастыря), Ермолай-Еразм не прибегает к критике католического Запада, используя язык превосходства и исключительности.
Государство Ермолая-Еразма, устроенное на рационалистических принципах, преследует две важнейшие цели: сохранение общественного порядка и укрепление военного потенциала. Государство в качестве самостоятельного, автономного актора, создаёт интенцию системного социально-экономического переустройства общественных отношений. Для этого «Правительница» выводит ведущих игроков-сословных акторов общества: крестьянство, служилый слой (среди которого дворянство и боярство), а также городское купечество.
Исполняя регулятивную, дистрибутивную функцию, государство посредством общественного договора взаимодействует с каждой социальной группой, а не только сосредоточивается на проблемах служилого сословия. «И уж если справедлив он [царь — ред.] по вере, то стоит ему без устали стараться, принимая во внимание то, что к благополучию подданных, заботиться в делах управления не только о вельможах, но и о самых последних», — пишет по этому поводу Ермолай-Еразм. В этом взаимодействии экономически реабилитируется крестьянство («необходимы прежде всего земледельцы: от их трудов хлеб, а от него начало всех благ…»), они ставятся даже в известном смысле над служилым сословием: «необходимы вельможи, но вовсе не трудом своим снабжаются они».

## Ключевые идеи
Государство в отношениях с крестьянством действует неэффективно и Ермолай-Еразм это отмечает, обращая внимание на деятельность коронных агентов. Распространённая практика восполнения возникающих издержек коронных агентов за счёт крестьянства играет против интересов и целей самого государства, под угрозу подпадает стабильность общественного порядка. Чтобы его сохранить, Ермолай-Еразм создаёт целую систему сложного экономического перераспределения.
В основе — унификация для крестьян фискальной нормы на уровне 20 % от собранного урожая (валового дохода). Цифра в большей степени выражает компромисс. Согласно фискальной практике 1550—1570-х годов норма выплаты обыкновенного крестьянина на севере Руси землевладельцу и государству составляла около 30 % от его валового дохода, а иногда и ещё меньше. На этом фоне отдача 1/5 дохода не должна выходить за рамки существующего порядка взыскания налогов. Но компромисс не случаен — в его основе уход государства из сферы налогообложения поместного крестьянства в пользу дворянства.
Сделав уступку служилому сословию государство, отнюдь не обнаруживает свою слабость — мера напрямую увязывается с перераспределением повинностей и увеличением обязанностей служилого сословия по отношению к нему.
Ермолай-Еразм предлагает государству отделить служилое сословие от его землевладений. Принцип поместного землевладения под сомнение не ставится, возможным становится только опосредованное управлением им. Концентрация служилого сословия, военной власти в городах — это принципиальная мера по созданию эффективной военно-мобилизационной модели, особенно в условиях средневекового государства, постоянно находящегося в состоянии готовности к войне.
Предложения Ермолая-Еразма одновременно разрешали вопрос и с выплатой денежного довольствия служилому сословию — как в XVI, так и в XVII веке Россия постоянно испытывала дефицит денежной массы.
Впрочем, получаемый с поместья натуральный доход мог рассматриваться как товар и Ермолай-Еразм это признаёт: «если кому нужны деньги на расходы, то имеет он излишек хлеба, продав который городским жителям и тем, кто покупает хлеб, добудет деньги на свои потребности».
Заинтересованный в расширении торговых связей, город, как концентратор экономических ресурсов, должен забрать у крестьянства функцию содержания и развития транспортных коммуникаций, обеспечивая «ямское устройство по росписи от города до города». Ермолай-Еразм и здесь придерживается твёрдой позиции: отрицая директивное администрирование, он предлагает компенсировать ввод ямской повинности для городского купечества отменой внутренних пошлин: «безо всяких пошлин ведя куплю и продажу по городам».